# Cantón de Entrevaux
El cantón de Entrevaux era una división administrativa francesa que estaba situada en el departamento de Alpes de Alta Provenza y la región de Provenza-Alpes-Costa Azul.

## Composición
El cantón estaba formado por seis comunas:
- Castellet-lès-Sausses
- Entrevaux
- La Rochette
- Saint-Pierre
- Sausses
- Val-de-Chalvagne

## Supresión del cantón de Entrevaux
En aplicación del Decreto n.º 2014-226 de 24 de febrero de 2014, el cantón de Entrevaux fue suprimido el 22 de marzo de 2015 y sus 6 comunas pasaron a formar parte del nuevo cantón de Castellane.